# João Eurico Matta
João Eurico Matta (Salvador, 16 de julho de 1935 — Salvador, 9 de novembro de 2021) foi um administrador, advogado, professor e escritor brasileiro. Foi membro da cadeira 16 da Academia de Letras da Bahia.

## Biografia
Foi filho de Edgard Matta e D. Eunice Tavares Freire Matta. Durante sua vida, foi professor e diretor da Escola de Administração da Universidade Federal da Bahia, fez parte do colegiado fundador do mestrado em administração e foi também professor de uma disciplina especial do primeiro mestrado em educação.
Dirigiu o ISP – Instituto de Serviço Público - Centro de Estudos Interdisciplinares para o Setor Público (1989-1992).
É um dos precursores da profissionalização da administração pública e de empresas na Bahia e no Brasil. Foi Secretário de Estado Extraordinário para a Reforma Administrativa entre 1963 e 1967, durante o governo Lomanto Júnior. Resultado dessa experiência, lançou, em 2017, o livro "Modernização do Poder Executivo na Bahia: Estratégia e Dinâmica do Programa de Reforma Administrativa do Governo Lomanto Júnior (1963-1967).
Presidiu o Conselho Regional de Administração da Bahia de 1997 a 2006.
Ocupou a Cadeira 16 da Academia de Letras da Bahia, na qual se sucederam, desde a sua fundação, os juristas Nabuco de Araújo (patrono da Cadeira), Eduardo Espínola,  Orlando Gomes e ele, que foi bacharel em direito e mestre em administração pública.
Em sua vida pessoal, casou-se, ainda jovem, com Maria Geisa, e teve com ela 5 filhos. Alfredo, Maria Helena, Maria Cristina, Rebeca e João Paulo, e 6 netos. O casal permaneceu junto até o fim da vida de João Eurico, em novembro de 2021. 

## Obras
Entre as suas obras estão: 
- Modernização do poder executivo na Bahia: estratégia e dinâmica do Programa de Reforma Administrativa do governo Lomanto Júnior (1963-1967)
- Ângulos: a vigência de uma revista universitária
- Dinâmica de grupo e desenvolvimento de organizações
- Escola de Administração: vinte anos de história institucional (1959-1979): ensaio monográfico
- Desenvolvimento organizacional e treinamento: uma abordagem macro-sistêmica no Ministério da Fazenda
- A sensibilidade social de funcionários públicos (uma experiência de laboratório em relações humanas) [Curso de pós-graduação em administração pública, 1962] [5][3][1][2] [4]

Faleceu em Salvador no dia 9 de novembro de 2021.